# Partij van Nationale Eenheid (Israël)
De Partij van Nationale Eenheid (Hebreeuws: המחנה הממלכתי — HaMahane HaMamlakhti) is een Israëlische kieslijst die is opgericht voor de parlementsverkiezingen van november 2022. Het betreft een samenwerking van Blauw en Wit (Kahol Lavan, ook een samenwerkingsverband, alleen nog bestaande uit Veerkracht voor Israël (Hosen L'Yisrael)) en Nieuwe Hoop (Tikva Hadasha) plus twee onafhankelijke politici, te weten Gadi Eizenkot en Matan Kahana. 
De Partij van Nationale Eenheid heeft 12 zetels verkregen en is daarmee op de vierde plaats gekomen. Deze zetels zijn in de 25ste Knesset als volgt verdeeld:
- 6 zetels voor Blauw en Wit
- 4 zetels voor Nieuwe Hoop
- 2 zetels voor de onafhankelijke kandidaten

Leider van Blauw en Wit / Veerkracht voor Israël is Benny Gantz; hij is tevens aanvoerder van de Partij van Nationale Eenheid. Leider van Nieuwe Hoop is Gideon Sa'ar.
De Partij van Nationale Eenheid heeft liberale trekken en presenteert zich als een middenpartij die voor iedereen openstaat. Ze mikt op centrumrechtse kiezers die noch voor Netanyahu noch voor Lapid willen stemmen, de twee blokken die in de verkiezingsstrijd tegenover elkaar stonden. De partij werd mede in het leven geroepen omdat men ervan uitging dat Netanyahu de verkiezingen zou gaan winnen (wat inderdaad ook is gebeurd) en zij een samenwerking met laatstgenoemde niet uit de weg gaat. Verder is zij niet afkering van de religieuze partijen, terwijl het daarentegen helemaal niet botert tussen dezen en Lapids Yesh Atid. De Partij van Nationale Eenheid figureert zodoende als een alternatief voor deze partij, waarmee zij wat politieke positie betreft immers een grote overlap vertoont.
Vanwege de oorlog met Hamas in de Gazastrook zijn vijf leden van de partij op 12 oktober 2023 tot de 6e regering van Netanyahu toegetreden. Het gaat om Benny Gantz, Gadi Eizenkot, Gideon Sa'ar, Hili Tropper en Yifat Shasha-Biton. Zij zijn minister zonder portefeuille zolang de oorlog duurt. Gantz neemt als enige actief deel aan het gevormde oorlogskabinet, Eizenkot passief als waarnemer.
Israëlische politieke partijen in de 25e Knesset
Likoed · Yesh Atid · Partij van Nationale Eenheid (Blauw en Wit / Veerkracht voor Israël · Nieuwe Hoop) · Shas · Religieus-Zionistische Partij · Verenigd Thora-Jodendom (Agudat Yisrael · Degel HaTorah) · Otzma Yehudit · Yisrael Beiteinu · Ra'am · Hadash-Ta'al · Arbeidspartij · Noam
Israëlische politieke partijen buiten de 25e Knesset (vaak voormalige partijen)

Ale Yarok · Balad · Cheroet · Derech Eretz · Gezamenlijke Lijst · Hatnua · Het Joodse Huis · Hetz · Kach · Kadima · Kulanu · Meemad · Meretz · Nationaal-Religieuze Partij · Nieuw Rechts · Shinui · Unie van Rechtse Partijen · Yachad · Yamina · Zionistische Unie